# Бирсешть (Горж)
Бирсешть, Бирсешті (рум. Bârsești) — село у повіті Горж в Румунії. Адміністративно підпорядковане місту Тиргу-Жіу.
Село розташоване на відстані 236 км на захід від Бухареста, 3 км на північний захід від Тиргу-Жіу, 93 км на північний захід від Крайови.

## Населення
За даними перепису населення 2002 року у селі проживали 852 особи, усі — румуни. Усі жителі села рідною мовою назвали румунську.